# 2020 au Mali
Cet article présente les faits marquants de l'année 2020 au Mali.

## Évènements
- 26 janvier : attaque de Sokolo.
- 19 mars : attaque de Tarkint.
- 25 mars : durant la campagne pour les élections législatives maliennes de 2020, le convoi du chef de file de l'opposition Soumaïla Cissé est attaqué par des hommes armés à moto, son garde du corps est tué, deux de ses proches sont blessés, Cissé et 11 membres de son équipe de campagne sont enlevés ; 5 otages seront relâchés pour aller dire aux autorités maliennes que Cissé est gardé vivant ; la piste de djihadistes liés à Al-Qaïda est privilégiée, mais dans le contexte politique et sécuritaire du Mali ce n'est pas confirmé[1].
- 29 mars : élections législatives (1er tour).
- 6 avril : attaque de Bamba.
- 19 avril : élections législatives (2e tour).
- 3 juin : une opération des forces françaises de l'opération Barkhane au nord l'Adrar des Ifoghas au Mali près de la frontière avec l'Algérie aboutit à l'élimination d'Abdelmalek Droukdel, chef d'Al-Qaïda au Maghreb islamique et principal meneur djihadiste au Mali depuis la fin de l'opération Serval, de son lieutenant Toufik Chahib, chargé de la propagande d'AQMI, de plusieurs autres djihadistes et à la capture de l'un d'eux vivant[2].
- 14 juin : embuscade de Bouka Weré au Mali.
- 10 juillet : des manifestations sont organisées par l'opposition contre le président Ibrahim Boubacar Keïta dans plusieurs villes du Mali, à Bamako elle dégénère en émeute, l'Assemblée Nationale est saccagée, les heurts avec la police font au moins 4 morts et plusieurs dizaines de blessés, dans la soirée et le lendemain six leaders et théoriciens de l'opposition sont arrêtés (Clément Dembélé, Choguel Maïga, Mountaga Tall, Issa Kaou Djim, Oumara Diarra et Adama Ben Diarra) et les forces de sécurité saccagent les locaux du parti d'opposition CMAS[3].
- 11 juillet : à la suite des manifestations et de l'émeute de la veille, le président malien Ibrahim Boubacar Keïta accepte de dissoudre la Cour suprême du Mali, une des revendications de l'opposition qui dénonçait une collusion entre le président et la cour après l'invalidation d'une trentaine de résultats lors des élections législatives de mars-avril[4].
- 18 août : un coup d'État renverse le président Ibrahim Boubacar Keïta.
- 21 septembre : Bah N'Daw est nommé président de transition par intérim du Mali par le Comité national pour le salut de la junte militaire du peuple. Le chef du coup d'État, Assimi Goïta, est nommé vice-président du Mali[5].
- 8 octobre : Après avoir été détenue pendant près de quatre ans, Sophie Pétronin est libérée, plus d’une centaine de djihadistes condamnés ou présumés ont été libérés au Mali au cours de la semaine précédente dans le cadre de négociations pour la libération de Soumaïla Cissé, personnalité politique de l'opposition malienne, et de Sophie Pétronin.
- 13 octobre : attaque de Sokoura.
- 12 novembre : combat de Niaki.